# Maline (Słowenia)
Maline – wieś w Słowenii, w gminie Mokronog-Trebelno. W 2018 roku liczyła 20 mieszkańców.